# Honna Tetsuji
Honna Tetsuji (本名徹次) sinh ngày 19 tháng 1 năm 1957 tại Kōriyama, Fukushima, Nhật Bản, là một nhạc trưởng người Nhật. Ông là giám đốc nghệ thuật và chỉ huy của Dàn nhạc giao hưởng Việt Nam từ năm 2001. Tetsuji có nhiều đóng góp về mặt kỹ thuật và thẩm mỹ cho Dàn nhạc giao hưởng Việt Nam, trực tiếp đem tới Việt Nam nhiều dự án đào tạo và cộng tác với các nghệ sĩ quốc tế, hiện đại hóa nghệ thuật trình diễn, cũng như thử nghiệm pha trộn nhạc cổ điển với các thể loại âm nhạc và nghệ thuật khác, bao gồm âm nhạc cổ truyền Việt Nam, âm nhạc cận đại, âm nhạc điện tử, mapping,...

## Học vấn và đào tạo
Honna Tetsuji theo học tại Đại học nghệ thuật Tokyo, khoa Âm nhạc (.東京芸術大学 - 音楽学部) dưới sự hướng dẫn của Yamada Kazuo (山田一雄) và Inoue Michiyoshi (井上道義). Ngoài ra ông có theo học trombone tại Đại học âm nhạc Detmold - Đức (Hochschule für Musik Detmold) và có thời gian học tập tại các dàn nhạc Royal Concertgebouw (1989-1991) và London Sinfonietta (1995-1996).

## Sự nghiệp
Năm 1979, Honna Tetsuji mở đầu sự nghiệp chỉ huy với dàn nhạc đại học Kumamoto. Trong sự nghiệp của mình ông từng chỉ huy nhiều dàn nhạc như Philharmonica della Scala ở Milano, the Orchestra Sinfonica dell Emilia Romagna "Arturo Toscanini, the Mozarteum Orchestra Salzburg, Philharmonia London, the Hungarian State Philharmonic, the Hungarian Radio Sym.Orch., Budapest Philharmonic, the Zagreb Philharmonic, the Brno State Philharmonic Orchestra, the Prague Radio Sym Orch, the Slovenian Philharmonic, the Romanian Radio Orchestra, Malaysia Philharmonic, Shanghai Philharmonic (Thượng Hải), Schenzen Sym.Orch. (Thâm Quyến), the Philippines Philharmonic và hầu hết các dàn nhạc ở Nhật.
Honna cũng được mời đến nhiều liên hoan âm nhạc quốc tế như Carinthischer Sommer ở Áo, the Salzburg Spring Festival, the Bartók Festival ở Hungary, Mozart Festival ở Tokyo, Seoul in Autumn, Asian Music Festival Tokyo, Oulunsalo Music Festival ở Phần Lan, Suntory Summer Festival, Ditto Festival ở Seoul Hàn Quốc, Karuizawa International Music Festival, "La Folle Journee au Japon" và  "Milano Musica" contemporary music festival ở Teatro alla Scala...
Ông từng biểu diễn cùng nhiều nghệ sỹ solo hàng đầu như Martha Argerich, Elisabeth Leonskaja, Cyprien Katsaris, Peter Resel, Đặng Thái Sơn, Philippe Entremont, Cecil Licad, Reiner Honek, Christian Tezlaff, Igor Oistrach, Maximillian Hornung, Dieter Flury, Stefan Shilli, Alessandro Carbonare, Wolfgang Tomböck, Premysl Vojta.
Về biểu diễn opera, ông đã chỉ huy nhiều vở opera của Mozart, các tác phẩm hiện đại như "Chung Hyang" của Takagi Toroku, "Orpheo of Hiroshima" của Akutagawa Yasushi, "Momo" của Ichiyanagi Toshi và "Satyricon" của Bruno Madera. Tại Việt Nam, ông chỉ huy nhiều tác phẩm lớn như vở "Cô Sao" của Đỗ Nhuận, "Lá Đỏ" của Đỗ Hồng Quân,"Yuzuru" của Dan Ikuma, "Bamboo Princess" của Numajiri Ryusuke, vở ba lê "Firebird" của I.Stravinsky, "Spider’s Thread" của Akutagawa Yasushi cùng với dàn nhạc giao hưởng quốc gia Việt Nam VNSO và Nhà hát Nhạc Vũ Kịch Việt Nam.
Ông có đĩa thu với các dàn nhạc Japan Philharmonic Orchestra, New Japan Philharmonic,Tokyo Metropolitan Symphony Orchestra, La Tempesta Chamber Orchestra (Phần Lan),Orchestra Nipponica và Slovenian Philharmonic.
Tại Nhật Bản, Honna Tetsuji được bổ nhiệm làm chỉ huy trực tiếp của Dàn nhạc giao hưởng Osaka (1995-2001) và là chỉ huy của Japan Chamber Orchestra (1993-1997). Từ năm 1998-2001, Honna Tetsuji là chỉ huy khách mời thường trực của Dàn nhạc Nagoya Philharmonic.
Ở Việt Nam, Honna Tetsuji được biết đến nhiều với dàn nhạc giao hưởng quốc gia Việt Nam từ 2001 với nhiều đóng góp cho nền âm nhạc giao hưởng Việt Nam.

## Hoạt động ở Việt Nam

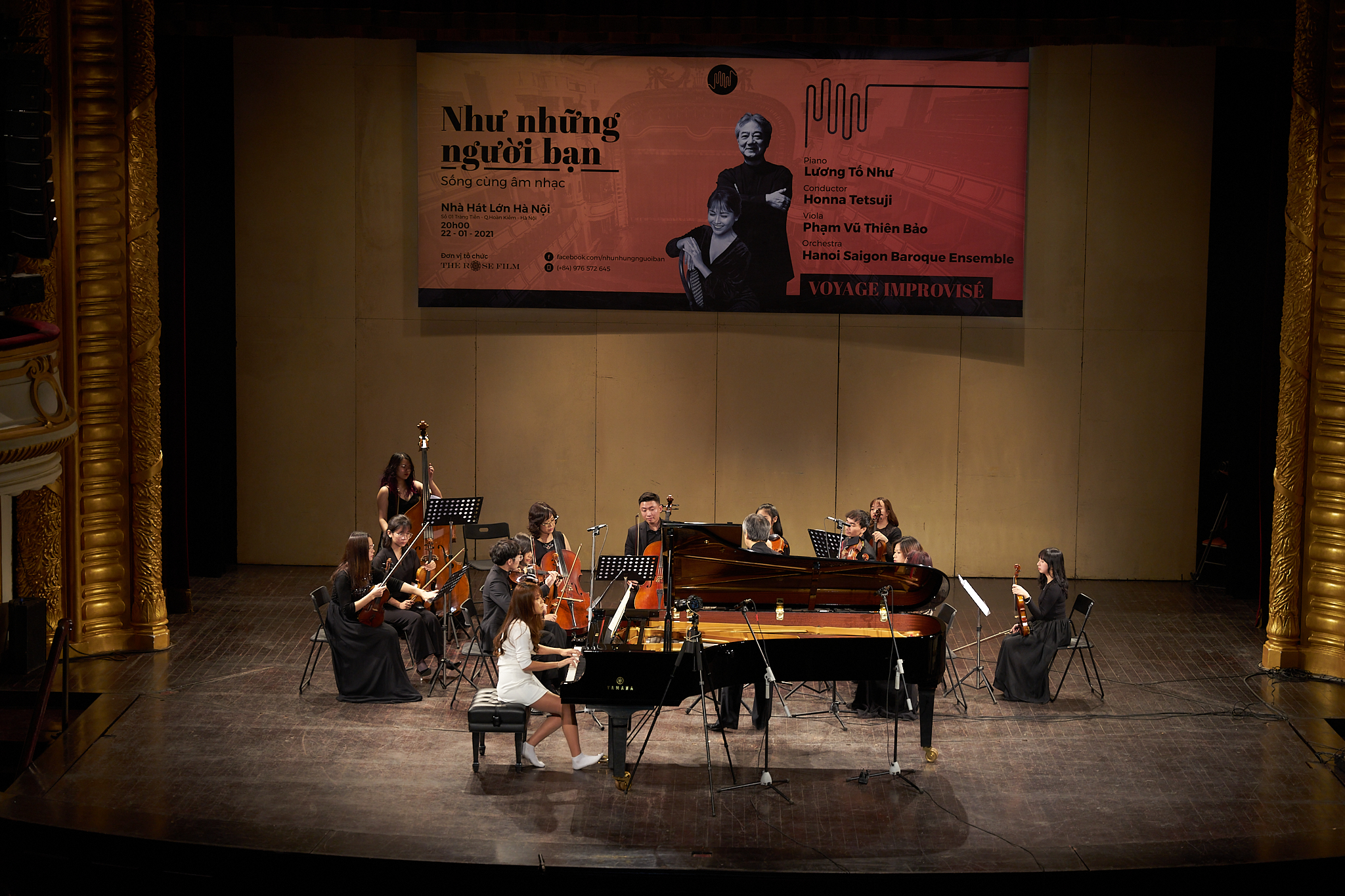
Honna Tetsuji chỉ huy dàn nhạc tại Nhà hát Lớn Hà Nội, tháng 1 năm 2021

Nhạc trưởng Honna Tetsuji người Nhật Bản bắt đầu đến Việt Nam từ năm 2000 khi thực hiện chuyến lưu diễn chương trình hòa nhạc Toyota Classic cùng Dàn nhạc Nagoya Philharmonic tại 8 nước châu Á  (Hàn Quốc, Đài Loan, Philippines, Việt Nam, Singapore, Malaysia, Thailand và Brunei). Đến Hà Nội, Việt Nam, nhận được lời mời của ông Ngô Hoàng Quân, Giám đốc Dàn nhạc Giao hưởng Việt Nam, ông Honna Tetsuji đã ở lại giảng dạy và trở thành Cố vấn Âm nhạc và Chỉ huy dàn nhạc (2001-2009) rồi Giám đốc Âm nhạc và Chỉ huy chính của Dàn nhạc Giao hưởng Việt Nam kể từ năm 2009.
Trong thời gian làm việc tại Việt Nam, không chỉ có công lớn trong việc phát triển và bồi dưỡng dàn nhạc Giao hưởng quốc gia Việt Nam, ông còn dẫn dắt Dàn nhạc Giao hưởng Việt Nam đi biểu diễn thành công ở nhiều nơi trên thế giới như chuyến lưu diễn đến Tokyo và Osaka, tháng 10 năm 2004, trong khuôn khổ Tuần lễ các Dàn nhạc châu Á,  năm 2008 nhân Liên hoan âm nhạc La Folle Journee ở diễn đàn toàn cầu Tokyo,  lưu diễn Mỹ tháng 10 năm 2010 tại Carnegie Hall, lưu diễn vòng quanh Nhật Bản năm 2013 nhân dịp kỷ niệm 40 năm quan hệ hữu nghị Việt – Nhật (bắt đầu là Nhà hát Yokohama Minato Mirai rồi Koriyama (Fukushima), Osaka, Nagoya, Tokyo, Kunitachi và Nara)., lưu diễn Nga tại học viện âm nhạc Tchaikovsky năm 2014....
Khác với một nhạc trưởng người Nhật khác là Fukumura Yoshikazu cũng từng dẫn dắt dàn nhạc giao hưởng quốc gia Việt Nam, dù Fukumura là người có công khi mang lại luồng sinh khí mới cho Dàn nhạc Giao hưởng Quốc gia Việt Nam từ những năm 1990 nhưng vị nhạc trưởng kỹ tính này hầu như không bao giờ đồng tình với việc trình diễn các tác phẩm Việt Nam. Trong khi đó, Honna Tetsuji không chỉ muốn giới thiệu tới công chúng quốc tế dàn nhạc giao hưởng tầm quốc gia của Việt Nam mà còn muốn "xuất ngoại" cả âm nhạc Việt. Một số bản dân ca Việt Nam như Trống cơm, Lý Hoài Nam, Bèo dạt mây trôi... cho dàn nhạc giao hưởng trình tấu từng được Honna Tetsuji và các nghệ sĩ giới thiệu ở Mỹ, Nhật, Áo... Trong khuôn khổ Hòa nhạc Toyota xuyên Đông Dương năm 2012 và Hòa nhạc Toyota 2013 tại Nhật Bản, dàn nhạc lần lượt trình tấu các nhạc phẩm Việt: Tình ca, Gặp nhau trên đỉnh Trường Sơn và Xe chỉ luồn kim (Trần Mạnh Hùng chuyển soạn từ dân ca Quan họ)...
Đến nay, nhạc trưởng Honna Tetsuji là nhạc trưởng nước ngoài có thời gian gắn bó lâu dài nhất với dàn nhạc giao hưởng quốc gia Việt Nam nói riêng và nền âm nhạc giao hưởng hàn lâm Việt Nam nói chung.

## Giải thưởng và tôn vinh
Nhạc trưởng Honna Tetsuji từng đoạt nhiều giải thưởng quốc tế như Giải Nhì tại cuộc thi chỉ huy Quốc tế Tokyo (1985), Giải Nhì tại cuộc thi Chỉ huy Quốc tế Arturo Toscanini - Italia (1990), Giải Nhất và giải Bartok tại cuộc thi Chỉ huy Quốc tế Budapest (1992), Giải thưởng Muramatsu (1994), Giải Fresh Arrtist của giải thưởng Âm nhạc của Nippon Steel Music (1995), Giải Khuyến khích của Sân khấu Nghệ thuật Osaka sau khi chỉ huy tất cả các bản giao hưởng của Franz Schubert (1997).
Nhạc trưởng Honna Tetsuji còn được trao tặng nhiều giải thưởng, huân huy chương do những đóng góp của mình cho nền âm nhạc Việt Nam cũng như đóng góp cho sự phát triển của tình hữu nghị Việt Nhật như giải thưởng của Đại sứ quán Nhật Bản tại Việt Nam năm 2009, giải thưởng của bộ ngoại giao Nhật Bản năm 2011, Kỷ niệm chương Vì sự nghiệp VHTTDL năm 2012